# La Fresnaye-sur-Chédouet
La Fresnaye-sur-Chédouet és un municipi francès situat al departament del Sarthe i a la regió de País del Loira. L'any 2007 tenia 908 habitants.

## Demografia

### Població
El 2007 la població de fet de La Fresnaye-sur-Chédouet era de 908 persones. Hi havia 360 famílies de les quals 88 eren unipersonals (40 homes vivint sols i 48 dones vivint soles), 128 parelles sense fills, 124 parelles amb fills i 20 famílies monoparentals amb fills.
La població ha evolucionat segons el següent gràfic:
Habitants censats

### Habitatges
El 2007 hi havia 452 habitatges, 365 eren l'habitatge principal de la família, 69 eren segones residències i 18 estaven desocupats. 415 eren cases i 34 eren apartaments. Dels 365 habitatges principals, 277 estaven ocupats pels seus propietaris, 73 estaven llogats i ocupats pels llogaters i 15 estaven cedits a títol gratuït; 1 tenia una cambra, 16 en tenien dues, 49 en tenien tres, 74 en tenien quatre i 225 en tenien cinc o més. 289 habitatges disposaven pel capbaix d'una plaça de pàrquing. A 160 habitatges hi havia un automòbil i a 167 n'hi havia dos o més.

### Piràmide de població
La piràmide de població per edats i sexe el 2009 era:
| Homes | Edats   | Dones |
| ----- | ------- | ----- |
| 0     | 95 o +  | 0     |
| 0     | 90 a 94 | 8     |
| 4     | 85 a 89 | 8     |
| 4     | 80 a 84 | 8     |
| 20    | 75 a 79 | 16    |
| 20    | 70 a 74 | 24    |
| 16    | 65 a 69 | 20    |
| 28    | 60 a 64 | 20    |
| 32    | 55 a 59 | 24    |
| 8     | 50 a 54 | 32    |
| 40    | 45 a 49 | 40    |
| 36    | 40 a 44 | 40    |
| 32    | 35 a 39 | 24    |
| 20    | 30 a 34 | 16    |
| 28    | 25 a 29 | 32    |
| 24    | 20 a 24 | 24    |
| 24    | 15 a 19 | 52    |
| 28    | 10 a 14 | 20    |
| 40    | 5 a 9   | 24    |
| 8     | 0 a 4   | 16    |

## Economia
El 2007 la població en edat de treballar era de 565 persones, 397 eren actives i 168 eren inactives. De les 397 persones actives 376 estaven ocupades (205 homes i 171 dones) i 21 estaven aturades (9 homes i 12 dones). De les 168 persones inactives 78 estaven jubilades, 31 estaven estudiant i 59 estaven classificades com a «altres inactius».

### Ingressos
El 2009 a La Fresnaye-sur-Chédouet hi havia 379 unitats fiscals que integraven 946 persones, la mediana anual d'ingressos fiscals per persona era de 16.232 €.

### Activitats econòmiques
Dels 39 establiments que hi havia el 2007, 2 eren d'empreses extractives, 1 d'una empresa alimentària, 1 d'una empresa de fabricació d'altres productes industrials, 5 d'empreses de construcció, 10 d'empreses de comerç i reparació d'automòbils, 2 d'empreses de transport, 2 d'empreses d'hostatgeria i restauració, 3 d'empreses financeres, 7 d'empreses de serveis, 4 d'entitats de l'administració pública i 2 d'empreses classificades com a «altres activitats de serveis».
Dels 13 establiments de servei als particulars que hi havia el 2009, 1 era una gendarmeria, 1 oficina de correu, 3 oficines bancàries, 2 tallers de reparació d'automòbils i de material agrícola, 1 establiment de lloguer de cotxes, 1 guixaire pintor, 1 fusteria, 1 lampisteria i 2 restaurants.
Dels 4 establiments comercials que hi havia el 2009, 2 eren fleques, 1 una carnisseria i 1 una botiga d'equipament de la llar.
L'any 2000 a La Fresnaye-sur-Chédouet hi havia 26 explotacions agrícoles que ocupaven un total de 616 hectàrees.

## Equipaments sanitaris i escolars
L'únic equipament sanitari que hi havia el 2009 era una farmàcia.
El 2009 hi havia 1 escola elemental i 1 escola elemental integrada dins d'un grup escolar amb les comunes properes formant una escola dispersa.

## Poblacions més properes
El següent diagrama mostra les poblacions més properes.